# Suliasi Vunivalu

a Compétitions nationales et continentales officielles uniquement.

b Matchs officiels uniquement.
Suliasi Vunivalu, né le 27 novembre 1995 à Suva (Fidji), est un joueur international fidjien de rugby à XIII et international australien évoluant au poste d'ailier à XIII et également d'ailier à XV.
Il fait ses débuts en National Rugby League (« NRL ») avec le Storm du Melbourne lors de la saison 2016. Ses débuts en NRL sont réussis avec, dès sa première année, le titre de meilleur marqueur d'essais avec vingt-trois essais ; toutefois, Melbourne termine finaliste de la NRL.

## Biographie

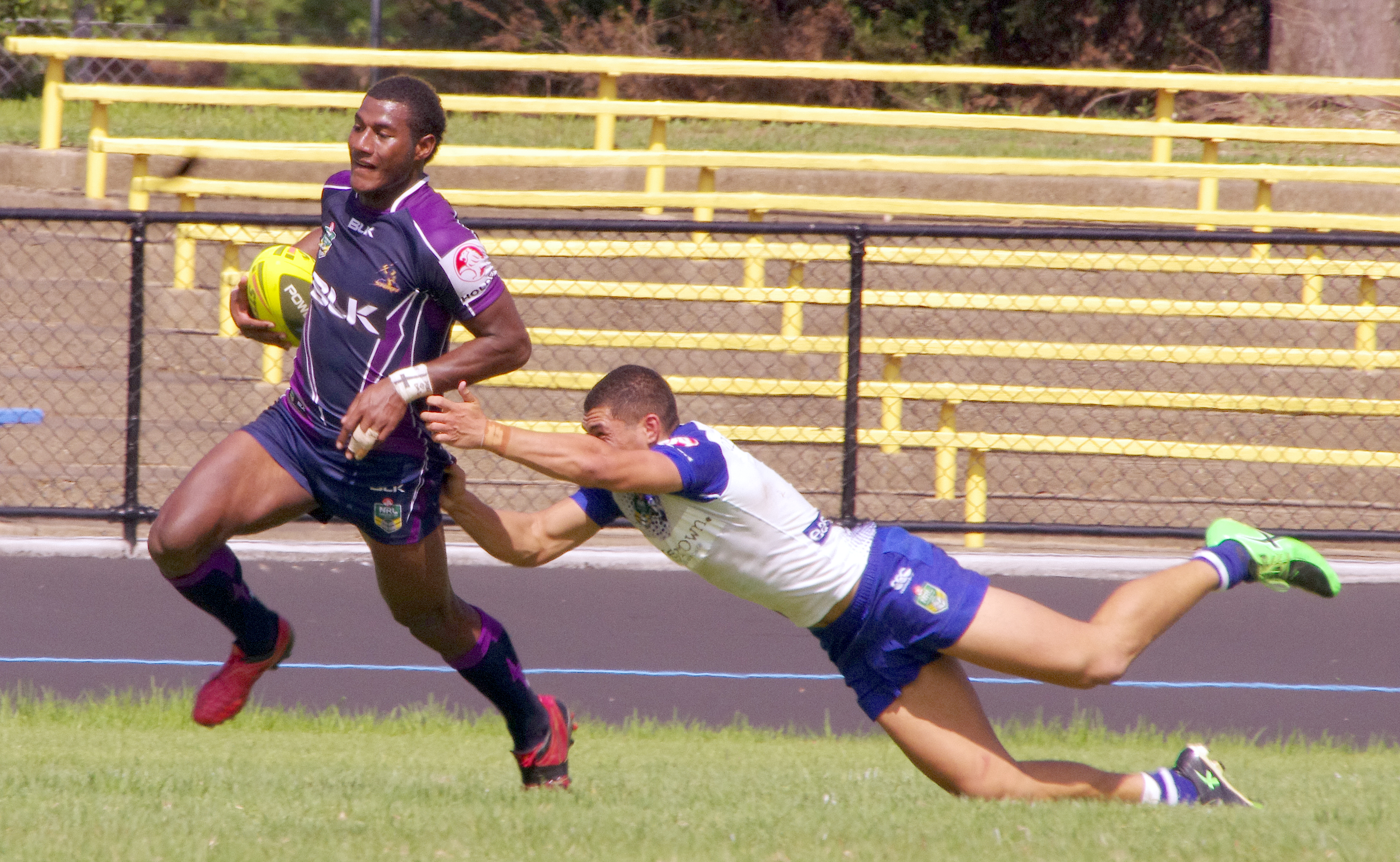
Suliasi Vunivalu.

Né aux îles Fidji dans la ville de Suva, Vunivalu grandit dans la province de Bua. Il débute par le rugby à XV en rejoignant la Nouvelle-Zélande et le Saint Kentigern College à l'âge de seize ans. 
À dix-sept ans, il est sélectionné dans le programme de développement des Auckland Blues (franchise de rugby à XV) mais à l'âge de dix-huit ans, il change de code de rugby en allant au rugby à XIII et signe au Storm du Melbourne en National Rugby League en jouant dans son équipe junior en 2014 et 2015.
En 2016, il fait ses débuts en NRL à l'âge de vingt ans. Sa première saison est une réussite puisqu'il inscrit vingt-trois essais et remporte le titre de meilleur marqueur d'essais aux côtés de Jordan Rapana. Son club en revanche ne parvient pas à remporter le titre en étant battue par les Sharks de Cronulla-Sutherland en finale. Il éclipse du livre des records Israel Folau qui avait inscrit vingt-et-un essais lors de sa première saison en 2007.
En 2017, il est appelé pour la première fois en sélection des Fidji pour une rencontre perdue 24-26 contre les Tonga. Il prolonge son contrat avec le Storm du Melbourne jusqu'en 2020. Il est l'un des acteurs principaux du titre de National Rugby League remporté par Melbourne marquant un total de vingt-trois essais lors de cette saison, partageant ce record avec son partenaire de club Josh Addo-Carr. En fin d'année, il est sélectionne par les Fidji en Coupe du monde, il y marque huit essais lors de ses trois rencontres en phase de poule.
En juin 2023, il est convoqué en équipe nationale par Eddie Jones pour participer au Rugby Championship 2023,.

## Palmarès
- Collectif  :
  - Vainqueur du World Club Challenge : 2018 (Melbourne).
  - Vainqueur de la National Rugby League : 2017 et 2020 (Melbourne).
  - Finaliste de la National Rugby League : 2016 et 2018 (Melbourne).

- Individuel :
  - Meilleur marqueur d'essai de la National Rugby League : 2016 et 2017 (Melbourne)
  - 3ème au classement des talents internationaux (hors Angleterre, Australie et Nouvelle-Zélande) effectué par le Magazine Rugby League World en octobre 2018[6]

### En sélection

#### Détails en sélection
| Matchs internationaux de Suliasi Vunivalu | Matchs internationaux de Suliasi Vunivalu | Matchs internationaux de Suliasi Vunivalu | Matchs internationaux de Suliasi Vunivalu | Matchs internationaux de Suliasi Vunivalu | Matchs internationaux de Suliasi Vunivalu | Matchs internationaux de Suliasi Vunivalu | Matchs internationaux de Suliasi Vunivalu | Matchs internationaux de Suliasi Vunivalu | Matchs internationaux de Suliasi Vunivalu | Matchs internationaux de Suliasi Vunivalu | Matchs internationaux de Suliasi Vunivalu |
|                                           | Date                                      | Adversaire                                | Résultat                                  | Compétition                               | Poste                                     | Points                                    | Essais                                    | Pen.                                      | Drops                                     |                                           |                                           |
| ----------------------------------------- | ----------------------------------------- | ----------------------------------------- | ----------------------------------------- | ----------------------------------------- | ----------------------------------------- | ----------------------------------------- | ----------------------------------------- | ----------------------------------------- | ----------------------------------------- | ----------------------------------------- | ----------------------------------------- |
| sous les couleurs des Fidji               |                                           |                                           |                                           |                                           |                                           |                                           |                                           |                                           |                                           |                                           |                                           |
| 1.                                        | 6 mai 2017                                | Tonga                                     | 24-26                                     | Amical                                    | Ailier                                    | 0                                         | 0                                         | 0                                         | 0                                         |                                           |                                           |
| 2.                                        | 28 octobre 2017                           | États-Unis                                | 58-12                                     | Coupe du monde                            | Ailier                                    | 8                                         | 2                                         | 0                                         | 0                                         |                                           |                                           |
| 3.                                        | 5 novembre 2017                           | Pays de Galles                            | 72-6                                      | Coupe du monde                            | Ailier                                    | 14                                        | 3                                         | 1                                         | 0                                         |                                           |                                           |
| 4.                                        | 10 novembre 2017                          | Italie                                    | 38-10                                     | Coupe du monde                            | Ailier                                    | 12                                        | 3                                         | 0                                         | 0                                         |                                           |                                           |
| 5.                                        | 18 novembre 2017                          | Nouvelle-Zélande                          | 4-2                                       | Coupe du monde                            | Ailier                                    | 0                                         | 0                                         | 0                                         | 0                                         |                                           |                                           |
| 6.                                        | 24 novembre 2017                          | Australie                                 | 6-54                                      | Coupe du monde                            | Ailier                                    | 4                                         | 1                                         | 0                                         | 0                                         |                                           |                                           |
| 7.                                        | 23 juin 2018                              | Papouas.-Nlle-Guinée                      | 14-26                                     | Amical                                    | Ailier                                    | 4                                         | 1                                         | 0                                         | 0                                         |                                           |                                           |
| 8.                                        | 22 juin 2019                              | Liban                                     | 58-14                                     | Amical                                    | Ailier                                    | 8                                         | 2                                         | 0                                         | 0                                         |                                           |                                           |

### En club

#### Statistiques
| Saison | Club            | Compétition           | Matchs | Points | Essais | Goals | Drops |
| ------ | --------------- | --------------------- | ------ | ------ | ------ | ----- | ----- |
| 2016   | Melbourne Storm | National Rugby League | 21     | 92     | 23     | 0     | 0     |
| 2017   | Melbourne Storm | National Rugby League | 26     | 92     | 23     | 0     | 0     |
| 2018   | Melbourne Storm | National Rugby League | 21     | 60     | 15     | 0     | 0     |
| Total  | Total           | Total                 | 68     | 244    | 61     | 0     | 0     |